# Comana (Cappadoce)
Comana, en grec classique τὰ Κόμανα τῆς Καππαδοκίας, était une ville de l’ancienne Asie Mineure, dans la Cappadoce, sur le Sarus, dans un vallon de l’Anti-Taurus. 
Strabon parle, comme témoin oculaire, d’un temple de Bellone élevé à Comana. La population de la ville, presque entièrement composée d’esclaves et de devins, au nombre de plus 6 000, ne reconnaissait d’autre maître que l’homme tout-puissant qui avait été investi de la grande sacrificature. Le pontife, en effet, choisi d’ordinaire parmi les membres de la famille royale, possédait un territoire très-étendu, et jouissait d’un revenu considérable, d’une influence qui ne le cédait guère qu’à l’autorité du souverain. 

## Source
« Comana (Cappadoce) », dans Pierre Larousse, Grand dictionnaire universel du XIXe siècle, Paris, Administration du grand dictionnaire universel, 15 vol., 1863-1890 [détail des éditions].